# White Sands Rakétakísérleti Telep
A White Sands Rakétakísérleti Telep (angolul: White Sands Missile Range, röviden WSMR) az Egyesült Államok Hadseregének legnagyobb lőtere és rakétakísérleti telepe. Az új-mexikói Tularosa-medencében fekszik. Területén található a fehér gipszhomokjáról ismert White Sands National Monument.
A bázis területén hajtották végre a Trinity tesztet, az első kísérleti atomrobbantást 1945. július 16-án. A robbantás hipocentrumát jelenleg egy körülbelül 4 méter magas obeliszk jelöli.

## NASA White Sands Kísérleti Létesítmény
A White Sands Kísérleti Létesítményt (angolul: White Sands Test Facility, röviden WSTF) 1963-ban hozták létre az Apollo-program járművei meghajtórendszerének teszteléséhez. Azóta is itt tesztelik a NASA minden emberes űrprogram meghajtórendszerét az űrsiklón át a Nemzetközi űrállomásig.

## White Sands Űrkikötő
A White Sands Űrkikötő (angolul: White Sands Space Harbor, röviden WSSH) elsődleges célja, a floridai Kennedy Űrközpont és a kaliforniai Edwards légitámaszpont után a legfontosabb tartalék leszállópálya volt az űrrepülőgépek számára. Az űrkikötő a NASA White Sands-i Kísérleti Létesítményétől északkeletre, Alamogordo városától körülbelül 50 km-re (30 mérföld) nyugatra található. A NASA a Space Shuttle pilóták elsődleges kiképző pályájaként is alkalmazta a végső megközelítések és leszállások gyakorlására Gulfstream II STA repülőgépekkel. A kifutópályákat nem aszfaltozták, mert a letömörített és lézerrel szintezett gipszsivatag tökéletesen utánozta az űrsiklóval való landolás körülményeit. Összesen egy alkalommal használta visszatérésre a Columbia űrrepülőgép az STS–3 tesztrepülés során 1982. március 30-án, az Edwards és Kennedy légibázisokon uralkodó rossz időjárási körülmények miatt. Korábbi neve Northrup leszállópálya volt, de a leszállás után Jack Schmitt szenátor, az Apollo-program korábbi űrhajósa, javasolta a kongresszusnak az átnevezését White Sands Űrkikötő-re.
A telepen rendelkezésre álló kifutópályák, navigációs segédeszközök, kifutópálya fények, az ellenőrző létesítmények, illetve a kiképzett személyzet folyamatosan készen állt minden űrsikló küldetés alatt, majd a program befejeztével, 2012 nyarán felfüggesztették a működését. Használati jogát a NASA átengedte a White Sands Rakétakísérleti Telepnek.

### Kifutópályák
A NASA 1976-ban választotta ki az űrrepülő pilóták képzéséhez a Northrup futópályát. Meghosszabbították a meglévőt, majd megépítették a második, keresztirányú kifutópályát is, az elsővel megegyező 10 668 méter hosszan és 91 m szélességben. A két hosszabb, leszállópályát hitelesítették az űrsiklók számára. Az korábbi észak-délit a Edwards légitámaszpontra történő, a kelet-nyugatit a Kennedy űrközponton történő leszállás gyakorlására használták. 1987-ben építettek egy harmadik rövidebb leszállópályát is a marokkói és a spanyol Morón légitámaszpontok megközelítésének gyakorlására. Kialakították a leszállást segítő technikai feltételeket (épületek, berendezések), rendszeresítették a karbantartó személyzetet, a kezelő állományt.